# Ковурлуй
Ковурлуй (рум. Covurlui) — село в Леовском районе Молдавии. Относится к сёлам, не образующим коммуну.

## География
Село расположено на высоте 168 метров над уровнем моря.

## Население
По данным переписи населения 2004 года, в селе Ковурлуй проживает 1571 человек (776 мужчин, 795 женщин).
Этнический состав села:
| Национальность | Число жителей | Процентный состав |
| -------------- | ------------- | ----------------- |
| молдаване      | 1551          | 98.73             |
| румыны         | 19            | 1.21              |
| русские        | 1             | 0.06              |
| Всего          | 1571          | 100%              |